# ماوريتسيو نيري
ماوريتسيو نيري (بالإيطالية: Maurizio Neri)‏ هو لاعب كرة قدم ومدرب كرة قدم إيطالي في مركز الهجوم، ولد في 21 مارس 1965 في ريميني في إيطاليا. لعب مع فيورنتينا ونادي أنكونا ونادي بريشيا ونادي بيزا ونادي ريجيانا 1919 ونادي ريميني ونادي لاتسيو ونادي نابولي.